# Ksenija Zikunkova
Ksenija Paŭlaŭna Zikunkova (in bielorusso Ксенія Паўлаўна Зікункова?; Kuznečnoe, 2 febbraio 1979) è un'ex biatleta bielorussa.

## Biografia
In Coppa del Mondo esordì il 30 novembre 2000 a Hochfilzen/Anterselva (68ª) e ottenne l'unica vittoria, nonché unico podio, il 12 dicembre 2003 a Hochfilzen.
In carriera prese parte a due edizioni dei Giochi olimpici invernali, Salt Lake City 2002 (65ª nella sprint, 38ª nell'individuale) e Torino 2006 (76ª nell'individuale), e a due dei Campionati mondiali di biathlon (4ª nella staffetta a Oberhof 2004 il miglior piazzamento)

## Palmarès

### Coppa del Mondo
- Miglior piazzamento in classifica generale: 48ª nel 2004
- 1 podio (a squadre):
  - 1 vittoria

#### Coppa del Mondo - vittorie
| Data             | Località   | Nazione | Spec.                                                             |
| ---------------- | ---------- | ------- | ----------------------------------------------------------------- |
| 12 dicembre 2003 | Hochfilzen | Austria | RL (con Ekaterina Vinogradova, Vol'ha Nazarava e Alena Zubrylava) |

Legenda:

RL = staffetta